# Isla Greenwich
La isla Greenwich es una de las islas que forman el archipiélago de las islas Shetland del Sur en la Antártida. Está ubicada a 62°31′S 59°47′O / -62.517, -59.783 entre la isla Robert al noreste, separadas por el estrecho Inglés, y la isla Livingston al suroeste, separadas por el estrecho McFarlane.
La isla mide unos 24 km de este a oeste y unos 10 km de norte a sur y está casi completamente cubierta de hielo permanente. La isla está formada por dos macizos montañosos unidos por un istmo de 1,3 millas que tiene a cada lado a las bahías Chile y Yankee. 

## Historia
La isla fue trazada aproximadamente por cazadores de focas como unida a las islas cercanas, y fue señalada por primera vez por Edward Bransfield en enero-marzo de 1820. Fue cartografiada como una isla separada por primera vez por Goddard en 1821 y por Fabian Gottlieb von Bellingshausen en enero de 1821, quien la denominó Ostrov Berezino. Fue denominada Greenwich Island por cazadores de focas, ya sea por Greenwich en Inglaterra o por Greenwich en Connecticut, de donde provenían muchos foqueros.
Se encuentra habitada de forma permanente desde 1947, luego de la Primera Expedición Antártica Chilena.

## Construcciones
En la costa norte del caletón Iquique de la bahía Discovery/Chile (62°28′54″S 59°37′49″O / -62.48167, -59.63028) se halla la base naval Capitán Arturo Prat de Chile, que fue inaugurada el 6 de febrero de 1947 como estación meteorológica y radiotelegráfica Soberanía, siendo la base antártica chilena más antigua y aun en funcionamiento. Tras ser cerrada temporalmente el 23 de febrero de 2004, fue reabierta el 12 de marzo de 2008, siendo operada a partir de entonces en forma conjunta por la Armada de Chile, el INACH y la intendencia de la Región de Magallanes y de la Antártica Chilena. En la parte sur de la isla, en la bahía Yankee, se encuentra el refugio chileno Yankee Bay, construido en 1952 y actualmente abandonado.
La base Pedro Vicente Maldonado de Ecuador es un centro de investigación estival ubicado en la punta Fort William de la bahía Discovery, que fue inaugurado el 2 de marzo de 1990.
Brasil mantuvo en la isla el campamento Punta Hardy.

## Reclamaciones territoriales
Argentina incluye a la isla en el departamento Antártida Argentina dentro de la provincia de Tierra del Fuego, Antártida e Islas del Atlántico Sur; para Chile forma parte de la comuna Antártica de la provincia Antártica Chilena dentro de la Región de Magallanes y de la Antártica Chilena; y para el Reino Unido integra el Territorio Antártico Británico. Las tres reclamaciones están sujetas a las disposiciones del Tratado Antártico.
Nomenclatura de los países reclamantes:
- Argentina: isla Greenwich
- Chile: isla Greenwich
- Reino Unido: Greenwich Island

## Galería

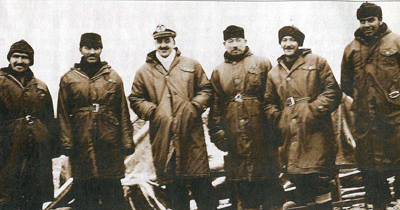
Primera dotación de la Base Arturo Prat (marzo 1947 - enero 1948) en habitar la Isla Greenwich
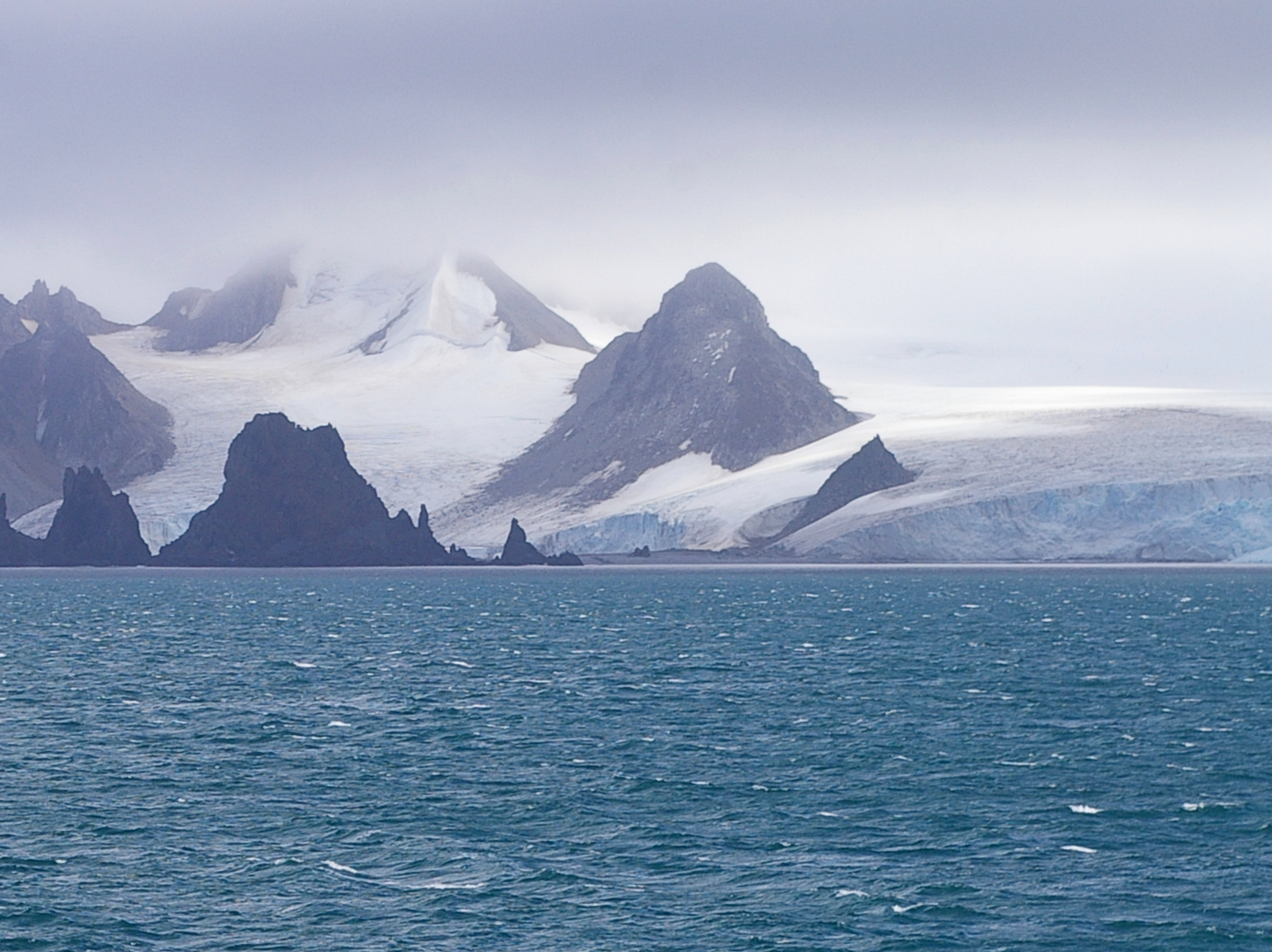
Isla Greenwich vista desde el estrecho de Bransfield
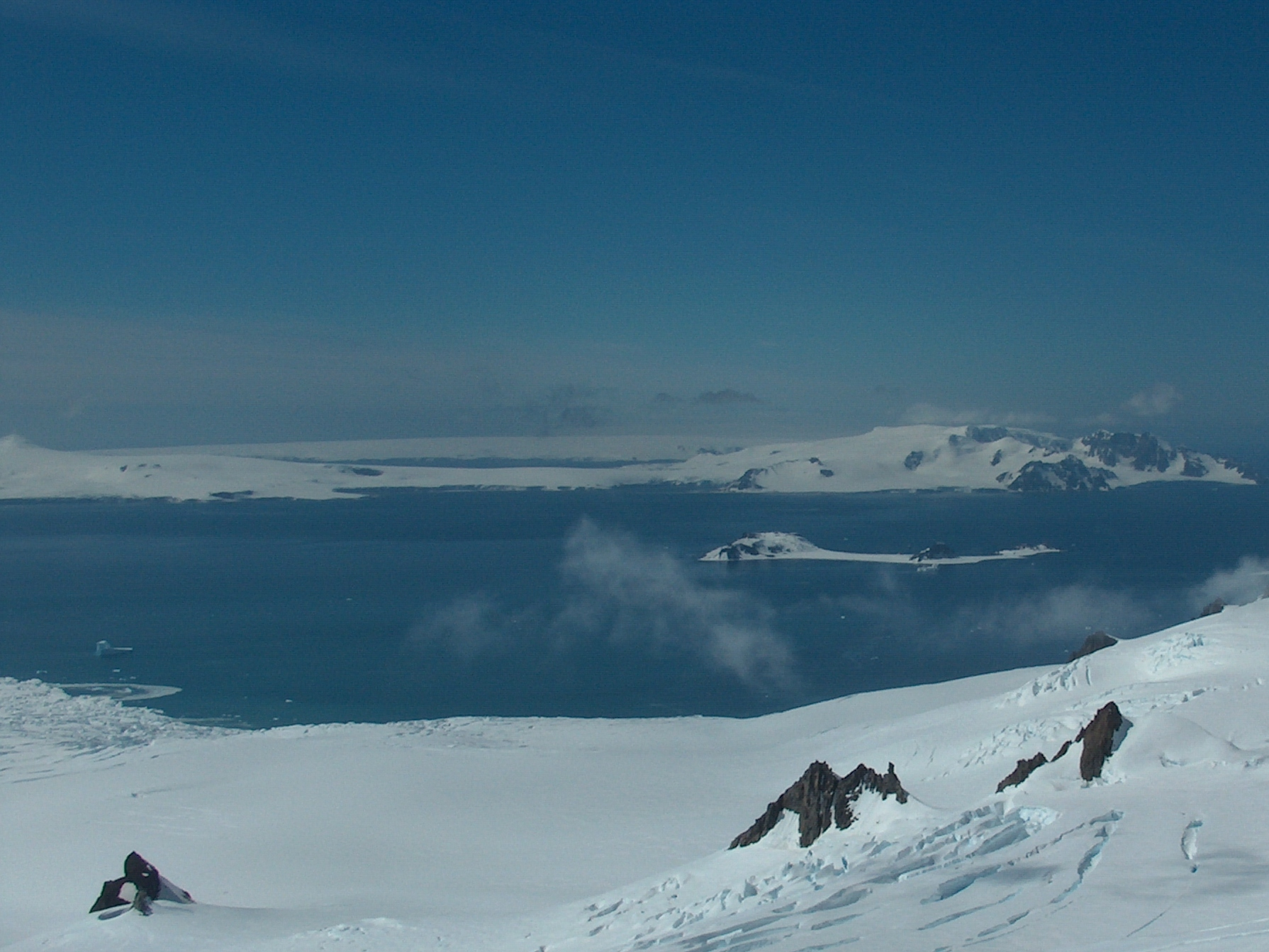
Isla Greenwich vista desde la Isla Livingston

## Mapa
- L.L. Ivanov. Antarctica: Livingston Island and Greenwich, Robert, Snow and Smith Islands. Scale 1:120000 topographic map.  Troyan: Manfred Wörner Foundation, 2009.  ISBN 978-954-92032-6-4